# Heleophryne regis
Heleophryne regis es una especie de anfibio anuro de la familia Heleophrynidae.

## Distribución geográfica
Esta especie es endémica de Sudáfrica. Habita en las provincias de Cabo Occidental y Cabo Oriental entre los 230 y 790 m en el cinturón de Cape Fold

## Publicación original
- Hewitt, 1910 "1909" : Description of a new frog belonging to the genus Heleophryne and a note on the systematic position of the genus (Cystignathidae). Annals of the Transvaal Museum, vol. 2, p. 45-46[5]